# Церковь Бетел
Церковь Бетел (фин. Betel-kirkko швед. Betelkyrkan) — адвентистский храм, расположенный в VII районе в городе Турку, недалеко от Торговой площади.

## История
Проект церкви в стиле югенд был выполнен в 1906 году финским архитектором Фритьёфом Странделлом.
В 1927 году по проекту архитектора Эрика Брюггмана церковь была капитально реконструирована. В это же время у церкви появилась колокольня, выполненная в стиле функционализма.
Церковь расположена вблизи пешеходной зоны города Турку и содержит вегетарианский ресторан «KASVIS-ravintola», предлагая по желанию посетителей услуги веганства.